# 哈里·林农马
哈里·林农马（芬蘭語：Harri Linnonmaa，1946年7月30日—），芬兰男子冰球运动员，场上位置是前锋。他曾代表芬兰国家队参加1972年冬季奥林匹克运动会冰球比赛，获得第5名。